# Sidney Samson
Sidney Samson (ur. 2 października 1981) – DJ i producent holenderski uprawiający muzykę house.

## Dyskografia

### Single
| Rok  | Nazwa                                        | Pozycje w notowaniach | Pozycje w notowaniach | Pozycje w notowaniach | Pozycje w notowaniach | Pozycje w notowaniach | Album  |
| Rok  | Nazwa                                        | DAN                   | UK                    | IRE                   | AUS                   | BEL                   | Album  |
| ---- | -------------------------------------------- | --------------------- | --------------------- | --------------------- | --------------------- | --------------------- | ------ |
| 2009 | "Riverside"                                  | 40                    | —                     | —                     | 10                    | 13                    | Single |
| 2009 | "Riverside (Let's Go)" (feat. Wizard Sleeve) | —                     | 2                     | 2                     | —                     | —                     | Single |
| 2010 | "Shut Up and Let It Go" (feat. Lady Bee)     | —                     | —                     | —                     | —                     | —                     | Single |
| 2010 | "The World Is Yours" (Original Mix)          | —                     | —                     | —                     | —                     | —                     | Single |
| 2010 | "Fill U Up" (feat. Sicerow)                  | —                     | —                     | —                     | —                     | —                     | Single |
| 2010 | "Wake Up Call" (feat. Steve Aoki)            | —                     | —                     | —                     | —                     | —                     | Single |
| 2010 | "Duplex" (Original Mix)                      | —                     | —                     | —                     | —                     | —                     | Single |
| 2010 | "Let's Go" (feat. Lady Bee and Bizzey)       | —                     | —                     | —                     | 48                    | —                     | Single |
| 2010 | "Quacky" (Afrojack & Sidney Samson)          | 32                    | —                     | —                     | —                     | —                     | Single |
| 2011 | "Tomahawk" (Original Mix)                    | —                     | —                     | —                     | —                     | —                     | Single |
| 2011 | "Thanks I Get It" (Original Mix)             | —                     | —                     | —                     | —                     | —                     | Single |
| 2011 | "Surrender" (Feat. Mc Ambush)                | —                     | —                     | —                     | —                     | —                     | Single |
| 2011 | "The Street Is Ours" (Original Mix)          | —                     | —                     | —                     | —                     | —                     | Single |
| 2011 | "Mutate" (Feat. Lil Jon)                     | —                     | —                     | —                     | —                     | —                     |        |
| 2012 | "Get Low" (Original Mix)                     | —                     | —                     | —                     | —                     | —                     |        |

### Remixy
1. Laidback Luke & Steve Aoki feat. Lil Jon – "Turbulence"
2. Katy Perry – "Last Friday Night (T.G.I.F.)"
3. Rihanna – "S&M"
4. David Guetta & Chris Willis feat. Fergie & LMFAO – "Gettin' Over You"
5. 3OH!3 – "Double Vision"
6. Kylie Minogue – "Get Outta My Way"
7. Silvio Ecomo & DJ Chuckie – "Moombah"
8. Kelly Rowland feat. David Guetta – "Commander"
9. Flo Rida feat. David Guetta – "Club Can't Handle Me"
10. Martin Solveig feat. Dragonette – "Hello"
11. Ian Carey – "Let Loose"
12. Roger Sanchez & Far East Movement – "2gether"
13. Tony Cha Cha – "Solar"
14. Ellie – "Superstar"
15. Lil Jon feat. LMFAO – "Outta Your Mind"
16. Pitbull feat. T-Pain – "Hey Baby"
17. Her Majesty & The Wolves – "Stars in Your Eyes"
18. David Guetta feat. Flo Rida & Nicki Minaj – "Where Them Girls At"
19. Innerpartysystem – "Not Getting Any Better"
20. Lady Gaga feat. Beyoncé – "Telephone"
21. Kizzo feat. BloodLine – "This Time"
22. Chrizzo & Maxim feat. Amanda Wilson – "Runaway"
23. David Guetta feat. Nicki Minaj – "Turn Me On"
24. Lady Gaga – "Marry the Night"
25. Lil Jon & LMFAO – "Drink"
26. Far East Movement feat. Rye Rye – "Jello"
27. Benny Benassi feat. Kelis, apl.de.ap & Jean-Baptiste – "Spaceship"
28. Jennifer Lopez – "Papi"
29. DJ Die & Interface feat. William Cartwright – "Bright Lights"
30. will.i.am feat. Jennifer Lopez & Mick Jagger – "T.H.E (The Hardest Ever)"
31. Enrique Iglesias feat. Pitbull & The WAV.s – "I Like How It Feels"
32. Far East Movement – "Dirty Bass"
33. will.i.am feat. Eva Simons – This Is Love